# إسكان ميسور التكلفة

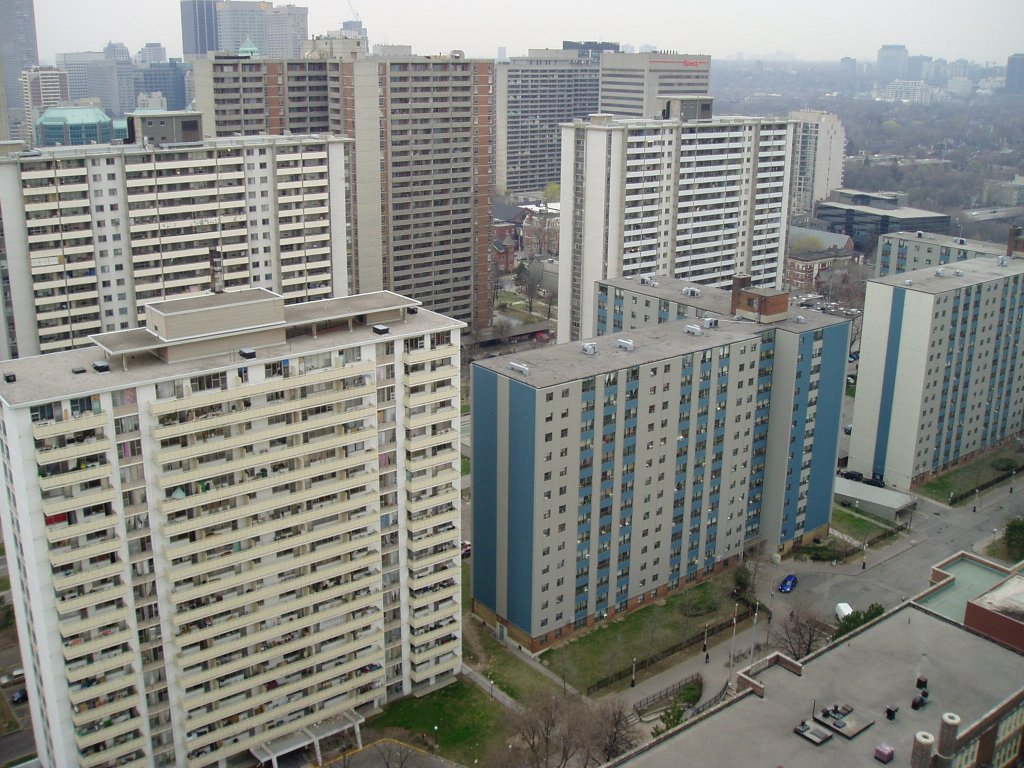

الإسكان ميسور التكلفة هو السكن الذي يعتبر بأسعار مقبولة للأسر المعيشية ذات الدخل المتوسط، أو المنخفض، حسب تصنيف الحكومة الوطنية أو الحكومة المحلية، من خلال مؤشر القدرة على تحمل تكاليف الإسكان المعترف به. تشير معظم المطبوعات المتعلقة بالإسكان ميسور التكلفة إلى الرهون العقارية وعدد الأشكال الموجودة على طول سلسلة متصلة من ملاجئ الطوارئ، مرورًا بالإيواء المؤقت، إلى الإيجار غير السوقي (المعروف أيضًا باسم الإسكان الاجتماعي أو الإسكان المدعّم)، ثم الإيجار الرسمي وغير الرسمي، وإسكان السكان الأصليين، وتنتهي بملكية المنازل بأسعار معقولة.
طورت مجموعة القمة الوطنية للإسكان ميسور التكلفة في أستراليا، تعريفها للإسكان ميسور التكلفة كإسكان «مناسب بشكل معقول من حيث المستوى والموقع، للأسر المعيشية ذات الدخل المنخفض أو المتوسط، ولا يكلّف الكثير، بحيث لا تتمكن الأسرة على الأرجح من تلبية الاحتياجات الأساسية الأخرى على أساس مستدام». «يشمل الإسكان ميسور التكلفة في المملكة المتحدة الإسكان الاجتماعي المأجور، والمتوسط، يُقدم للأسر المعيشية المؤهلة المحددة، التي لا تُلبّى احتياجاتها من السوق».
أصبحت فكرة الإسكان ميسور التكلفة على نطاق واسع في الثمانينيات في أوروبا وأمريكا الشمالية. وحسب تعبير آلان بيرتود، من جامعة نيويورك، المخطط الرئيسي السابق في البنك الدولي: «لقد حان الوقت كي يتخلى المخططون عن الأهداف النظرية، وأن يركزوا جهودهم على نتيجتين قابلتين للقياس كانتا مهمتَين، منذ نمو المدن الكبيرة خلال الثورة الصناعية في القرن التاسع عشر: حركية العمال المكانية، والإسكان ميسور التكلفة».
اختيار السكن هو استجابة لمجموعة معقدة للغاية من الدوافع الاقتصادية والاجتماعية والنفسية. قد تختار بعض الأسر -على سبيل المثال- إنفاق المزيد على السكن، لأنها تشعر بقدرتها على تحمل تكاليفه، بينما قد لا يمتلك البعض الآخر خيارًا.

## قياس الإسكان ميسور التكلفة

### المضاعف المتوسط
يقدر مؤشر «المضاعف المتوسط»، الموصى به من البنك الدولي والأمم المتحدة، القدرة على تحمل تكلفة السكن، عن طريق تقسيم متوسط سعر المنزل على إجمالي متوسط الدخل السنوي للأسرة (قبل الضريبة).
«هناك مقياس شائع للقدرة على تحمل التكاليف على نطاق المجتمع المحلي، وهو عدد المنازل التي يمكن أن تتحمل كلفتها أسرة، بنسبة مئوية معينة من الدخل المتوسط. يمكن للأسرة المتوسطة (النصف الأغنى من الأُسر)، على سبيل المثال، في سوق الإسكان المتوازن تمامًا، تحمّل تكاليف خيار السكن المتوسط رسميًا، في حين لا يستطيع أولئك الأكثر فقرًا من ذوي الدخل المتوسط، تحمل تكلفة المنزل المتوسط. يشير 50% من الإسكان ميسور التكلفة المتوسط، إلى وجود سوق متوازن».
إن الإسكان ميسور التكلفة أمر معقد، وقد طُعن في أداة نسبة الإنفاق إلى الدخل في مجال الإسكان، شائعة الاستخدام. يُعتبر المبدأ التوجيهي المقبول عمومًا بشأن الإسكان ميسور التكلفة في الولايات المتحدة وكندا، أنه تكلفة السكن التي لا تتجاوز 30% من إجمالي دخل الأسرة. تحولت كندا إلى قانون 25% بدلًا من قانون 20% في الخمسينيات. واستُبدل بقانون 30% في الثمانينيات. تستخدم الهند قانون 40%.

### مؤشر القدرة على تحمل تكاليف الإسكان (HAI)
تعتبر القدرة على تحديد التكلفة الإجمالية للملكية من خيارات الإسكان الفردية، من أعظم نقاط القوة في هذا مؤشر الذي طوره معهد ماساتشوستس. وتُعدل التكلفة المحددة للإيجارات ومدفوعات الرهون العقارية من خلال التكاليف الخفية لتلك الخيارات، وذلك في حساب المؤشر.

## دخل الأسرة المعيشية وثروتها
الدخل هو العامل الرئيسي، ولا يحدد السعر أو التوافر القدرة على تحمل تكاليف الإسكان. يكون توزيع الدخل هو المحدد الرئيسي لكمية ونوعية السكن الذي يحصل عليه. لذلك يتطلب فهم تحديات الإسكان ميسور التكلفة فهم الاتجاهات والتفاوتات في الدخل والثروة. غالبًا ما يشكل السكن الجزء الأكبر من النفقات للعائلات ذوي الدخل المنخفض والمتوسط. والمنزل بالنسبة للأسر ذوي الدخل المنخفض والمتوسط، هو أكبر مصدر للثروة.
كان النهج الأكثر شيوعًا لقياس الإسكان ميسور التكلفة، هو الأخذ بعين الاعتبار للنسبة المئوية للدخل الذي تنفقه الأسرة على نفقات الإسكان. وهناك طريقة أخرى لدراسة القدرة على تحمل التكاليف، وهي النظر في الأجر العادي في الساعة للعمال بدوام كامل، والذين يتقاضون الحد الأدنى من الأجور فقط (كما حددته حكومتهم المحلية أو الإقليمية أو الوطنية). من المأمول أن يقدر العاملون بدوام كامل على شراء شقة صغيرة على الأقل في المنطقة التي يعملون بها. تنظر بعض البلدان إلى أولئك الذين يعيشون في فقر نسبي، والذي يُعرّف على أنه ما يحقق أقل من 60% من متوسط دخل الأسرة. ويقدرون في تقارير سياساتهم، وجود أو غياب الإسكان للأشخاص الذين يحققون 60% من متوسط الدخل.

## نفقات الإسكان
يمكن قياس القدرة على تحمل تكاليف الإسكان عن طريق تغير العلاقات بين أسعار المنازل والإيجارات، وبين أسعار المنازل والدخل. كانت هناك زيادة بين صناع السياسات في الإسكان ميسور التكلفة، حيث ارتفع سعر الإسكان بشكل كبير، وخلق أزمة في الإسكان ميسور التكلفة.
«شهد العالم زيادة سريعة في أسعار المنازل، من حيث المقدار والمدة، وبالتزامن عبر البلدان» منذ عام 2000، «ولم يسبق أن ارتفعت أسعار المنازل بسرعة كبيرة، لفترة طويلة، في العديد من البلدان». تضاعفت الأسعار في العديد من البلدان وتضاعفت ثلاث مرات تقريبًا في أيرلندا.
أدى انفجار أكبر فقاعة مالية في التاريخ في عام 2008، إلى إشاعة الفوضى على مستوى العالم في سوق الإسكان. انخفضت أسعار المنازل في أيرلندا بنسبة 45% بحلول عام 2011، عن أعلى مستوى لها في عام 2007. وانخفضت الأسعار بنسبة 34% في الولايات المتحدة، بينما ازداد الرهن العقاري بشكل كبير. انخفضت أسعار المنازل في إسبانيا والدنمارك بنسبة 15%. لا تزال أسعار المساكن مبالغ فيها، على الرغم من الكساد بنحو 25% أو أكثر في أستراليا وبلجيكا وكندا وفرنسا ونيوزيلندا وبريطانيا وهولندا وإسبانيا والسويد.

## أسباب وعواقب ارتفاع أسعار المنازل
تُحدد التكاليف عن طريق عدد من العوامل، وتتضمن:
- التحولات الديمغرافية.
  - تناقص عدد الأشخاص لكل مسكن.
  - تقارب الكثافة المتنامية، والتمدن الإقليمي.
  - النمو السكاني القوي (كالأسعار في أستراليا وكندا، حسب زيادة عدد السكان، يزداد الطلب).[16]
- العرض والطلب.
  - النقص في عدد المساكن الخاصة بالأسر المعيشية.
    - حجم الأسرة أصغر.
    - الرغبة النفسية القوية في امتلاك المنزل.[18]

- التحولات في السياسات الاقتصادية، والابتكارات في الأدوات المالية.
  - انخفاض ربحية أشكال الاستثمار الأخرى.[17]
  - وفرة تمويل الإسكان.[17]
  - أسعار فائدة منخفضة.[17]

- ابتكارات سوق الرهن العقاري.
- السياسة العامة.
- إلغاء القيود التنظيمية.
- عملية تقسيم الأراضي لأغراض الاستخدام.
- الضرائب والرسوم الكبيرة التي تفرضها الحكومة على المساكن الجديدة (خاصة في أستراليا).